# Principado da Croácia Dálmata
Principado da Croácia Dálmata, Ducado da Croácia, Ducado dos Croatas ou Ducado Dálmata foi um estado medieval que foi estabelecido por croatas brancos que migraram para a área da antiga província romana da Dalmácia c. século 7 d.C. Ao longo de sua existência, o Ducado teve várias sedes - a saber, Klis, Solin, Knin, Bijaći e Nin. Compreendia o litoral - a parte costeira da atual Croácia - exceto a Ístria, e incluía uma grande parte do interior montanhoso também.

Os croatas se estabeleceram na Dalmácia depois de derrotar os ávaros da Panônia, durante a época do imperador bizantino Heráclio I. O ducado estava no centro da competição entre o Império Bizantino e o Império Carolíngio pelo domínio da área. A rivalidade croata com Veneza surgiu nas primeiras décadas do século 9 e continuaria nos séculos seguintes. A Croácia também travou batalhas com o Império Búlgaro (fundado c. 681; As relações búlgaro-croatas melhoraram muito depois) e com os árabes; também procurou estender seu controle sobre importantes cidades-estado costeiras sob o domínio de Bizâncio. A Croácia experimentou períodos de vassalagem aos francos ou bizantinos e de independência de fato até 879, quando o duque Branimir foi reconhecido como governante independente pelo papa João VIII. O ducado foi governado pelas dinastias Trpimirović e Domagojević de 845 a 1091. Por volta de 925, durante o governo de Tomislau, a Croácia tornou-se um reino.